# 금오름
금오름(今岳)은 대한민국 제주특별자치도 제주시 한림읍 금악리에 있는 기생 화산으로 해발 427.5m의 오름(산)이다.
검은오름으로 알려져 있어 한자 표기로 흑악(黑岳)으로 표기하기도 한다. 이러는 이유는 오름의 흙이 유난히 검기 때문이다. 검은오름은 금을오름이라고도 부르고 예부터 금물악(今勿岳)으로 표기하기도 하였고 가운데 글자인 물(勿)자를 빼서 금악(今岳)오름으로 부르고도 있다.

## 오름의 위치
금악오름의 높이는 427m, 비고 178m, 둘레는 2,861m, 면적은 613,966m2, 폭은 1,008m이며, 모양은 원추형으로 되어 있다. 이 오름 꼭대기에는 굼부리(분화구)가 패어 있는데, 왕메 또는 암메라고 부른다.
이곳의 금악리는 예부터 한라산 서남쪽 해안과 산록지대 사이에 광활한 평야지대로 펼쳐져 있었다. 1550년 무렵에 진주 강씨 일가가 이 마을로 이주하여 동네 북쪽에 정착하였고 남쪽에는 남양 홍씨가 정착하여 마을이 형성된 것으로 전해온다. 그 후 탐라 양씨와 밀양 박씨가 입주하고 또 경주 김씨도 입주하게 되었다고 알려져 있다.
금악오름의 정상에 물이 고이면 금악담(今岳潭)이라고 칭한다. 검은오름으로 올라가는 어귀에는 생이물과 생이못이라는 샘물과 쉐물(소물)도 있다. 이 오름 동쪽과 동남쪽은 천주교 성지로 알려진 이시돌 목장이 자리하고 있다. 오름의 남쪽 정상에는 중계소가 있어 오름의 정상까지는 시멘트 도로로 되어 있다.
하지만 금악오름은 제주특별자치도 제주시 연동에 있는 금오름과 혼동하기도 한다. 제주시 연동의 금오름은 높이는 438.8m, 비고 129m, 둘레는 3,202m, 면적은 702,094m2, 폭은 1,033m이며, 모양은 원추형으로 되어 있고 우회도로(조천~애월)와 종천로가 만나는 연동 교차로 까지는 여러 갈래의 길이 있다. 여기서 오름으로 연하는 길을 따라 2.8km를 가면 입구에 이르며, 정상까지는 약 30분 정도 소요된다. 명당으로 알려져 있어 선현들의 묘가 여기저기 자리 잡고 있다.

## 명칭의 유래
일명 측화산(側火山)이라 부르는 기생화산 중에 하나인 금악오름은 일찍부터 검은오름이라 부르고 한자 차용 표기로 흑악(黑岳)으로 표기하였다. 이 오름의 흙이 유난히 검기 때문에 붙인 것이다. 검은오름은 금을오름이라고도 부르면서 금물악(今勿岳)으로 표기하기도 하였다.
금물악은 물(勿)을 표기에서 생략하여 금악(今岳)으로 표기하게 되면서 오늘날까지 금악이라 부르게 되었다고 전하는데 마을사람들은 금오름이라고 부른 적은 없었다고 한다. 그러므로 이곳 지역에서 '검막'이라 부르듯이 '검은오름', '금악오름'으로 부르는 것이 옳다고 보고 있다.

### 구분
제주시에는 또다른 금오름이 있는데 연동의 금오름은 숲이 무성하게 덮여 있어 검게 보인다 하여 거믄오름, 검은오름이며, '검은'이라는 것은 신(神)이란 뜻의 고조선 시대의 ‘검·곰·감’에 뿌리를 두는 것으로 즉 검은오름은 신령스런 산이라는 뜻이다.
풍수상 거문고 형태라는 데서 금오름이라고도 하였다고 전해진다. 검오름，곰오름이라는 또다른 이칭도 있다. 하지만 금악오름에도 이와 비슷한 유래로 전해져 이름이 서로 비슷하여 생기는 혼동으로 보인다.
특히 스트롬볼리안 분출에 의해 형성된 분석구로서 북향의 굽형 분화구와 암설사태층(알오름 또는 이류구)을 갖고 있는 화산체이다. 1100도로변에 위치해 있는 제주특별자치도 축산진흥원 동쪽 목장을 따라 오를 수 있다.

## 전해오는 이야기
`금오름`은 신(神)이란 뜻의 어원을 가진 호칭으로 해석되기도 한다. 즉, 『조선지형도』에 '금악(今岳)', 『조선지지자료』에 '검악(黔岳)'이라 했다. '금오름'의 '금'은 신성한 의미를 지닌 고대어 '감 · 검'에 대응하는 것으로 '금오름'은 신성한 오름의 의미를 지닌다는 해석이 있다. 옛날부터 신성시 되어 온 오름으로 이곳의 사람들은 한림지역 금악오름의 이름을 따서 오름 바로 서쪽 벵듸물 일대를 금악리라고 부르고 있다. 주요 식생은 해송과 삼나무·찔레나무·보리수나무 등이 자생하고 있다.
그러나 제주시 연동에 있는 금오름은 전사면이 가파르면서 등성마루가 동, 서 방향으로 평평하고, 북사면은 세 가닥의 등성이를 이루고 있다.
그래서 연동에 있다는 금오름은 제주도 중산간 지대에 위치한 오름으로 목장용지로 이용되어 왔고, 분화구 상단부에는 칡이 우거지고 주변에 자귀나무·보리수나무 등이 일부 식생하고 있다. 등성이에는 잡목이 자라고 있으며, 중턱 이하 기슭에는 삼나무가 조림되어 있다.

## 금악 중계소
| 디지털TV |                             |          |          |       |                |
| 가상채널 | 방송국명                    | 호출부호 | 물리채널 | 출력  | 가시청권       |
| CH 6-1   | JIBS 디지털TV               | HLKJ-DTV | CH 48    | 90W   | 한림읍, 한경면 |
| CH 7-1   | KBS제주 DTV2                | HLQC-DTV | CH 38    | 90W   | 한림읍, 한경면 |
| CH 9-1   | KBS제주 DTV1                | HLKS-DTV | CH 24    | 90W   | 한림읍, 한경면 |
| CH 10-1  | EBS 1TV                     | HLQL-DTV | CH 35    | 90W   | 한림읍, 한경면 |
| CH 10-2  | EBS 2TV                     | HLQL-DTV | CH 35    | 90W   | 한림읍, 한경면 |
| CH 11-1  | 제주MBC 디지털TV            | HLAJ-DTV | CH 32    | 90W   | 한림읍, 한경면 |
| FM라디오 |                             |          |          |       |                |
| 채널     | 방송국명                    | 호출부호 |          | 출력  | 가시청권       |
| 92.7MHz  | KBS 제주 제2라디오(HappyFM) | HLQC-SFM |          | 100㎾ | 한림읍, 한경면 |
| 97.5MHz  | JIBS NewPowerFM             | HLQC-FM  |          | 100㎾ | 한림읍, 한경면 |
| 102.5MHz | 제주MBC FM4U                | HLAJ-FM  |          | 3㎾   | 한림읍, 한경면 |
| 103.7MHz | KBS제주 음악FM              | HLKS-FM  |          | 100㎾ | 한림읍, 한경면 |
| 106.5MHz | 제주MBC 라디오              | HLAJ-SFM |          | 1㎾   | 한림읍, 한경면 |

## 같이 보기
- 한라산
- 당오름
- 도너리오름
- 문도지오름
- 이시돌 목장